# For Your Love (песня)
«For Your Love» — песня, написанная английским музыкантом Грэмом Гоулдманом, записанная и выпущенная группой The Yardbirds в 1965 году. 
"For Your Love" была выпущена в виде сингла (с песней "Got to Hurry" на второй стороне) 5 марта 1965 года в Великобритании компанией Columbia и 9 апреля того же года на лейбле Epic Records в США и попала в первую десятку хитов по обе стороны океана. Также она вошла в одноимённый альбом группы, изданный в августе того же года в США. 

## О композиции
Позднее Грэм Гоулдман вспоминал, что в середине 1960-х он играл в группе The Mockingbirds в Манчестере и начал писать песни для неё. Из двух написанных им тогда песен звукозаписывающая компания, с которой работали The Mockingbirds, выбрала для записи одну, а другую отвергла. Отвергнутая песня и была "For Your Love", и вскоре она попала к The Yardbirds.
По словам музыкального критика, "For Your Love" была одной из величайших классических песен British Invasion и первым большим хитом для Yardbirds, которые вывели ее в американскую десятку лучших и чуть не добрались до вершины британских чартов в 1965 году. Yardbirds уже зарекомендовали себя как крупная британская блюз-роковая группа еще до ее выпуска. "For Your Love" была ключевой песней в их карьере, поскольку она полностью отошла от ритм-энд-блюза и дала понять, что они посвятят середину 60-х экспериментальному, смелому поп/року <...> Большая часть "For Your Love" использует зловещие, минорно-тональные аккордовые прогрессии с ближневосточным/григорианским оттенком, который будет характеризовать большую часть лучших работ Yardbirds. <...> Группа приложила немало усилий, чтобы разработать креативную аранжировку, включающую бонго, смычковый бас (также сыгранный сессионным музыкантом) и резкие бэк-вокалы во время куплетов, которые с мрачной настойчивостью интонировал вокалист Кит Релф.
Несмотря на то, что эта песня стала первым хитом группы и принесла ей популярность, гитаристу Эрику Клэптону не понравилось, что группа начинает уходить от своих ритм-энд-блюзовых корней в сторону поп-музыки, и через некоторое время Клэптон оставил группу, чтобы присоединиться к John Mayall & the Bluesbreakers.